# Канкрин, Иван Викторович
Ива́н Ви́кторович Канкри́н (1855 — после 1917) — государственный деятель Российской империи, бессарабский губернатор, сенатор, граф.

## Биография
Православный. Из потомственных дворян Екатеринославской губернии. Землевладелец той же губернии (более 10 000 десятин), владелец имения при селе Веселянке Александровского уезда.
Сын гвардейского полковника графа Виктора Егоровича Канкрина (1825—1882) и Елизаветы Ивановны Симонич, внук министра финансов графа Егора Францевича Канкрина.
Учился на юридическом факультете Киевского университета. В 1877 году ушел с 3-го курса и 19 декабря поступил вольноопределяющимся в 8-й уланский Вознесенский полк. Участвовал в Русско-турецкой войне 1877—1878 годов. В феврале 1878 года был переведен в лейб-гвардии Конный полк, в мае 1880 произведен в корнеты, а в октябре того же года вышел в отставку.
В 1886 году вернулся на службу по выборам: избирался гласным Александровского уездного (с 1884) и Екатеринославского губернского земств, предводителем дворянства Александровского (1886—1905) и Мариупольского уездов, почётным мировым судьёй Александровского уезда (с 1888).
Был одним из основателей и попечителем Александровского механико-технического училища, с 1901 года состоял председателем попечительского совета училища. Также состоял пожизненным почётным членом Александровского уездного попечительства детских приютов. В 1898 году Александровская городская дума избрала графа Канкрина почётным гражданином Александровска. Был членом Русского собрания.
Чины: камергер (1898), действительный статский советник (1899), в должности шталмейстера (1902), шталмейстер (1911).
В 1908—1912 годах занимал пост Бессарабского губернатора, был причислен к Государственной канцелярии. В 1913 году был назначен сенатором, присутствующим во втором департаменте.
Судьба после революции неизвестна.

## Семья

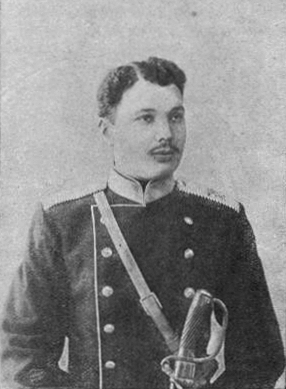
Вольноопределяющийся граф Кирилл Канкрин.

Был женат дважды. Сын от брака со своей двоюродной сестрой Марией Александровной Канкриной:
- Владимир (1886—1962), воспитанник Александровского лицея (1904), помощник делопроизводителя Санкт-Петербургской конторы Императорских театров, профессиональный игрок в теннис[3][4].

Вторым браком был женат на Вере Петровне Струковой (1864—1920), младшей сестре Анания Петровича Струкова. Их дети:
- Кирилл (?—1905), воспитанник Александровского лицея (1904), вольноопределяющийся 52-го драгунского Нежинского полка, участник русско-японской войны, убит в бою при деревне Фындъятун 19 февраля 1905 года[3].
- Иван (1892—1961), воспитанник Александровского лицея (1913). Казак станицы Мариинской, в Первую мировую войну — подъесаул лейб-гвардии Казачьего полка, с 1918 года — в Донской армии. В эмиграции в Югославии, затем в США. Умер в Денвере[5].

## Награды
- Орден Святого Станислава 2-й степени (1889);
- Орден Святой Анны 2-й степени (1891);
- Орден Святого Владимира 4-й степени;
- Орден Святого Владимира 3-й степени (1898);
- Орден Святого Станислава 1-й степени (1909);
- Медаль «В память Русско-Турецкой войны 1877—1878 гг.»;
- Медаль «В память царствования императора Александра III»;
- Медаль «В память коронации Императора Николая II»;
- Медаль «В память 300-летия царствования дома Романовых».

Иностранные:
- сербский Орден Святого Саввы 1-й степени;
- румынский Орден Звезды, командорский крест.

## Сочинения
- От Гомбурга до Петрограда в 13 дней: Рассказ о перенесенных в Германии злоключениях. — Петроград, 1914.